# Pfarrkirche Feistritz ob Grades

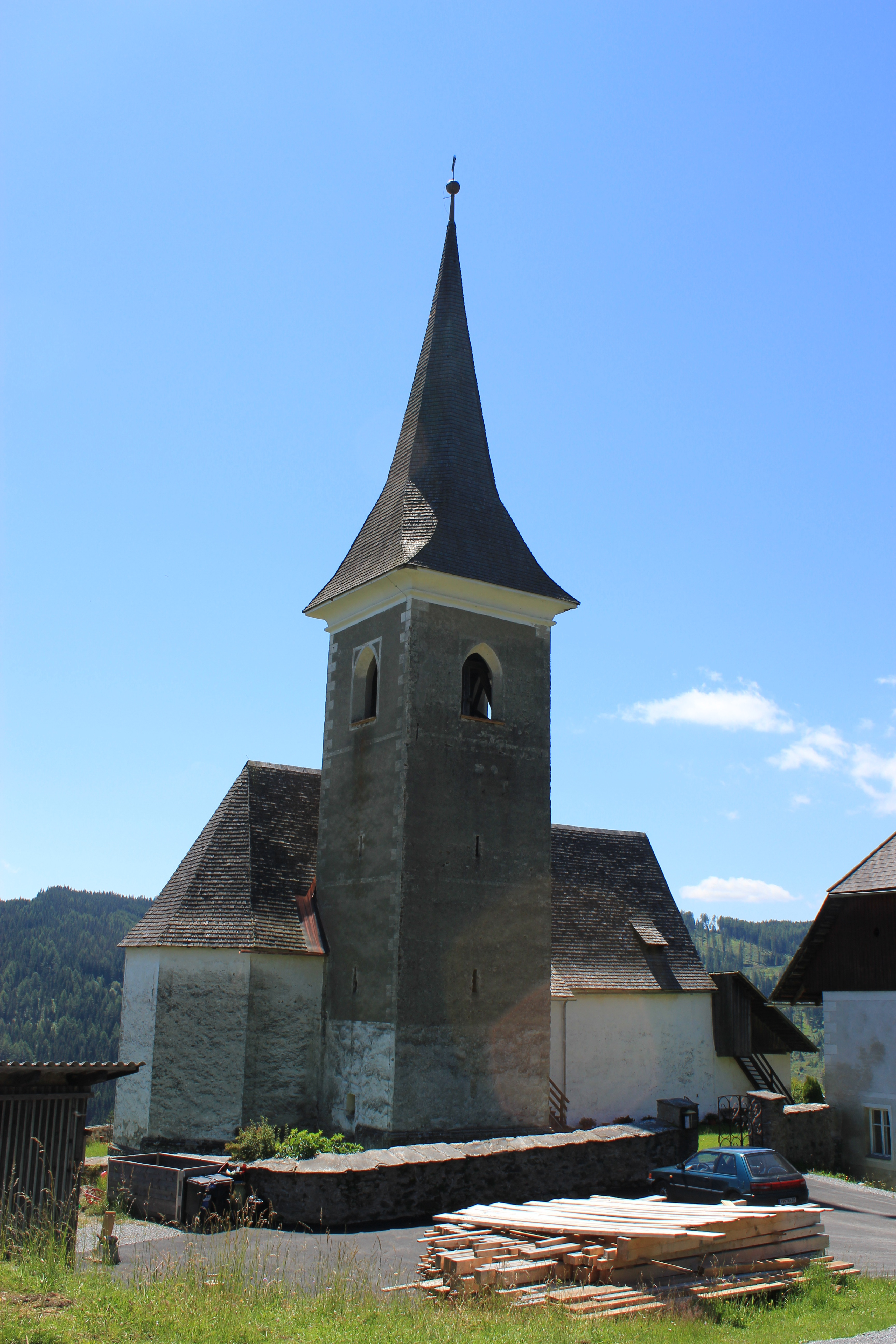
Kath. Pfarrkirche hl. Martin in Feistritz ob Grades

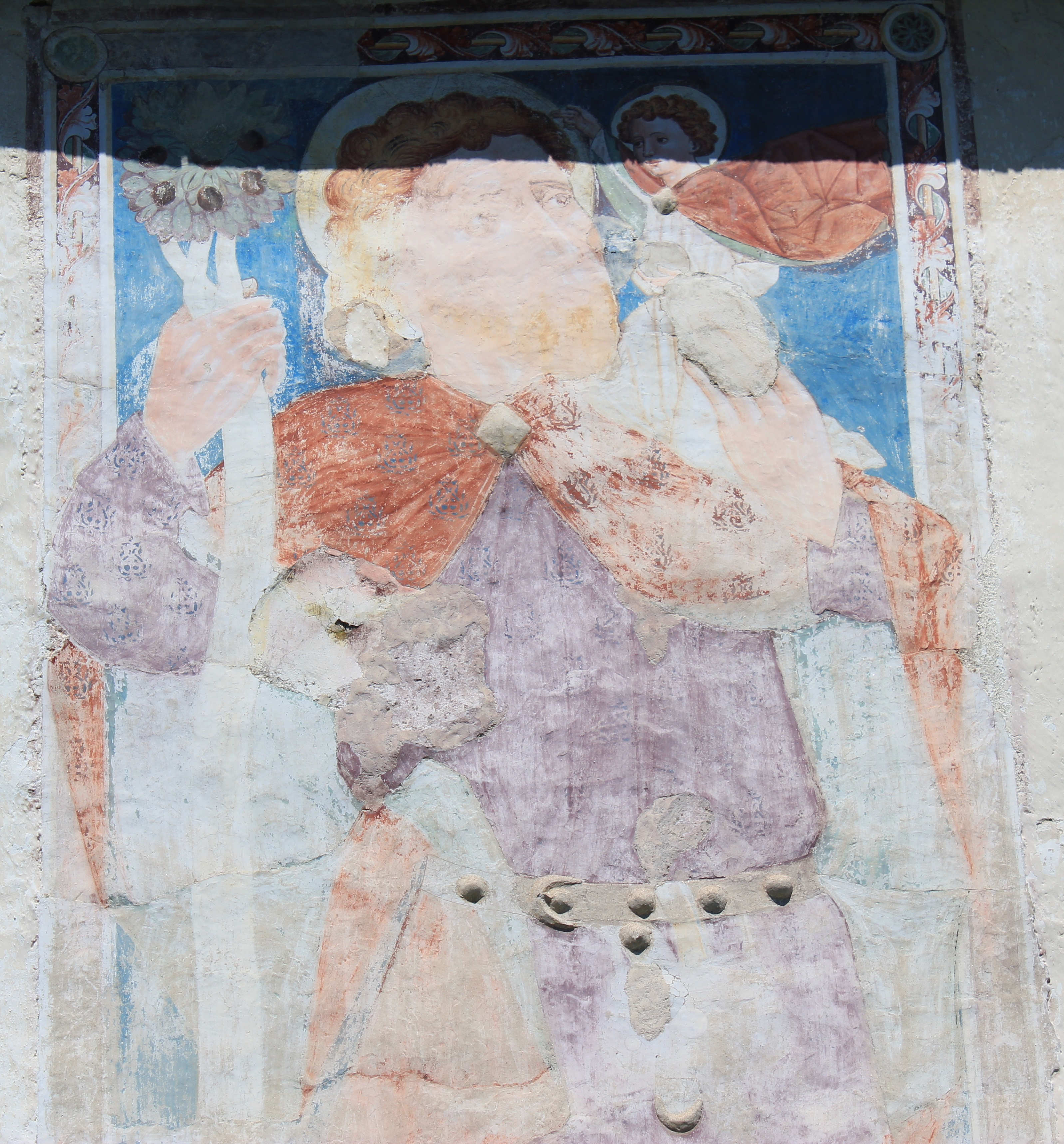
Christophorusfresko (Ausschnitt)

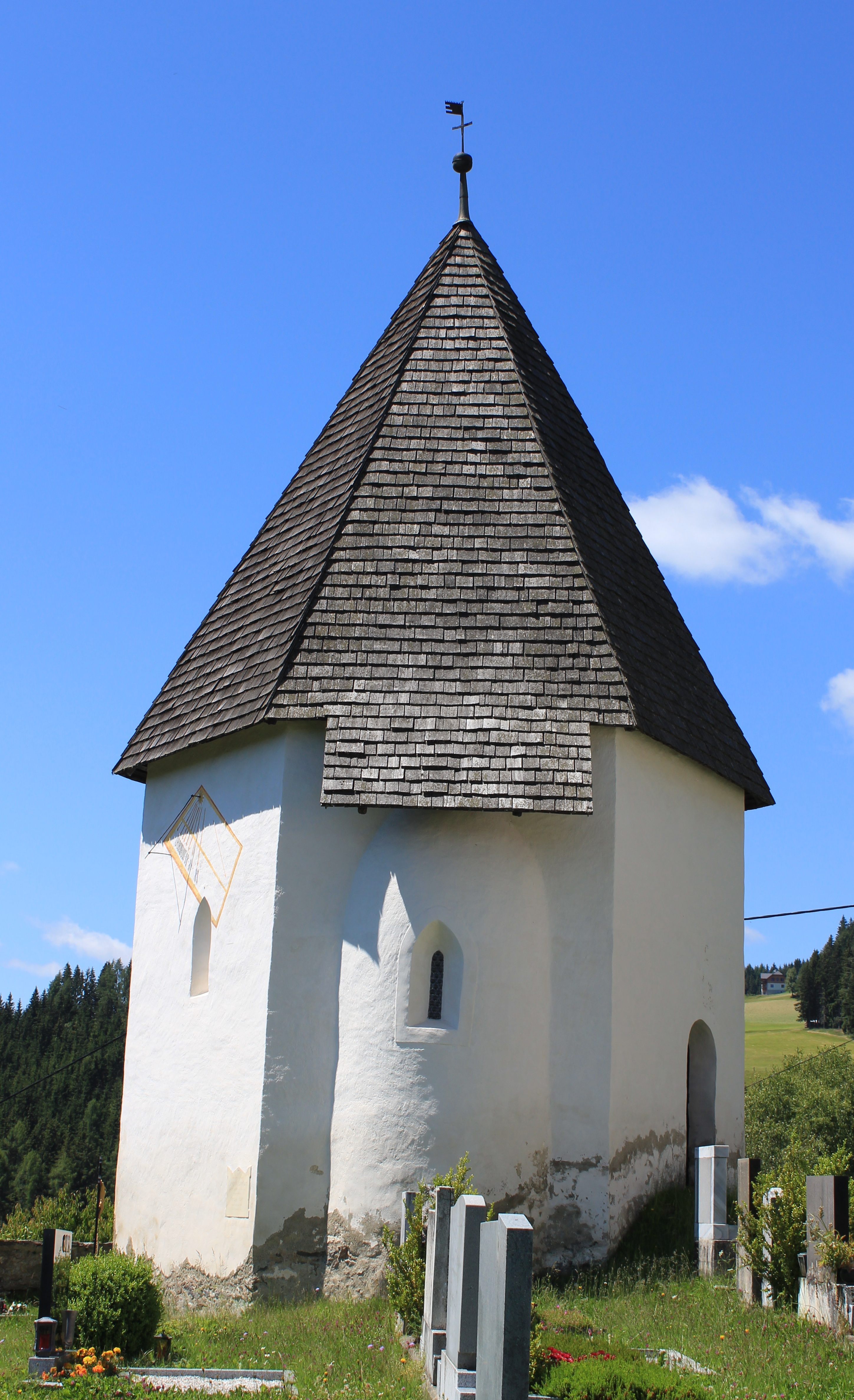
Karner

Die römisch-katholische Pfarrkirche Feistritz ob Grades steht im Ort Feistritz in der Gemeinde Metnitz in Kärnten. Sie liegt in den Mödringer Bergen zwischen dem Metnitztal und dem Gurktal in 1089 Meter Höhe. Die Pfarrkirche hl. Martin gehört zum Dekanat Friesach in der Diözese Gurk-Klagenfurt. Die Kirche und der Friedhof stehen unter Denkmalschutz.

## Geschichte
Die Kirche, die zwischen 1090 und 1106 erstmals erwähnt wurde, hat seit 1131 das Pfarrrecht.

## Baubeschreibung
Die Kirche setzt sich aus einem wahrscheinlich romanischen Langhaus, einem spätgotischen Chor aus der ersten Hälfte des 16. Jahrhunderts, einer barocken Vorhalle und einem mächtigen spätgotischen Turm mit geschweiftem Spitzhelm und spitzbogigen Schallöffnungen an der Nordseite des Chores zusammen. Das Christophorusfresko an der Südseite des Langhauses entstand um 1480/90. Die beiden Sonnenuhren stammen vermutlich aus dem 15. bzw.16. Jahrhundert. 
Die Eingangshalle besitzt ein quergelegtes Spitztonnengewölbe mit Stichkappen. Betreten wird die Kirche durch ein gotisches Rundbogenportal mit leichtem Bogenprofil.
Die Flachdecke des Langhauses ist mit Stuckrahmen aus der zweiten Hälfte des 18. Jahrhunderts ausgestattet. In den Stuckrahmen sind die Auferstehung Christi, Christus als Guter Hirte und die vier Kirchenväter abgebildet. Im Westen des Langhauses steht die hölzerne Orgelempore auf zwei Balusterstützen. Ein profilierter spitzbogiger Triumphbogen verbindet das Langhaus mit dem einjochigen Chor mit Fünfachtelschluss und zweibahnigen Maßwerksfenstern. Im Chor ruht ein Sterngratgewölbe auf Runddiensten. An der Ostwand findet sich ein mit 1537 bezeichneter gemalter Wappenschild mit Meisterzeichen. Ein Kielbogenportal von 1524 mit eisenbeschlagener Tür führt in die sterngratgewölbte Sakristei im Turmerdgeschoß. Das vergitterte, übereck gestellte Sakramentshäuschen springt aus der Chornordwand hervor, darunter befindet sich ein Konsolfigürchen mit Buch.

## Einrichtung
Den barocken Hochaltar fertigte 1767 Johann Nischlwizer. Den heiligen Martin in der Mittelnische flankieren innen die Figuren der Heiligen Wolfgang und Nikolaus und außen die der Heiligen Florian  und Sebastian. Die Figurengruppe im Aufsatz gibt die Marienkrönung wieder. Seitlich an den Runddiensten stehen die Konsolfiguren der Jesuitenheiligen Franz Xaver und Ignatius von Loyola aus dem Jahre 1757.
Der linke Seitenaltar besteht aus einer Ädikula über einem kleinen Sockel und einem gesprengten Segmentgiebel mit kleiner Ädikula als Aufsatz. Die seitlichen Ohren sind mit Knorpelwerk, die gedrehten Säulen mit Weinlaub verziert. Der Altar trägt die Statue einer Muttergottes mit Kind und im Aufsatz den heiligen Georg.
Der rechte Seitenaltar ist gleichartig gebaut und birgt die Statue des Antonius von Padua und oben die des auferstandenen Christus.
Die rechteckige Kanzel vom Ende des 17. Jahrhunderts steht auf einer Säule mit korinthisierendem Kapitell. Am Kanzelkorb ist ein Missionsarm mit Kruzifix angebracht. Die Bilder an der Kanzelbrüstung stellen die vier Evangelisten dar.
Zur weiteren Einrichtung zählen das Epitaphbild des Vikars Bernhard David Pichler von 1685, ein geschnitzter Engelluster aus der Mitte des 19. Jahrhunderts und die Kreuzwegbilder an der Orgelbrüstung.

## Karner
Der gotische Karner südlich der Kirche stammt aus dem 14. Jahrhundert. Der sechseckige Bau mit Halbkreisapsis und Rundbogenportal wird von einem spitzen Schindeldach bedeckt. Im Inneren besitzt er eine schablonierte, um 1500 entstandene Flachdecke. 1958/1960 legte man die in der Mitte des 14. Jahrhunderts in al secco ausgeführten Wandmalereien frei. Die oberen Farbschichten sind zum Teil verloren.
An der Ostwand ist oben das Jüngste Gericht wiedergegeben. Der Schmerzensmann mit adorierenden Engeln im Gewölbe der Fensternische zeigt eine für die nordischen Länder kennzeichnende Vermischung des gregorianischen Schmerzensmannes (mit einem auf die Schulter herabgesunkenen Kopf) mit einer Verlebendigungstendenz (offene Augen und Wundenzeigen). Darunter sind in den Laibungen der Fensternische die Marienkrönung und die Erscheinung des Herrn zu sehen. An der Südostwand ist die Verkündigung an Maria abgebildet. In der oberen Zone dieser Wand beginnt ein Passionszyklus, der sich im Uhrzeigersinn bis zur Nordostwand fortsetzt. Die untere Zone der drei Westwände zeigt Szenen aus dem Leben der heiligen Katharina. Die Opfer von Kain und Abel finden sich in der Laibung des Südwestfensters. Die übrigen Fensterlaibungen und die untere Zone der Südostwand sind mit Einzelfiguren von Heiligen gefüllt.